# Baader
Baader je priimek več oseb:
- Andreas Baader, nemški terorist
- Ernst Baader, nemški general in vojaški zdravnik
- Franz Xaver von Baader, nemški teolog in filozof
- Johann Baader, avstro-ogrski general